# Sonderfahndungsbuch Polen

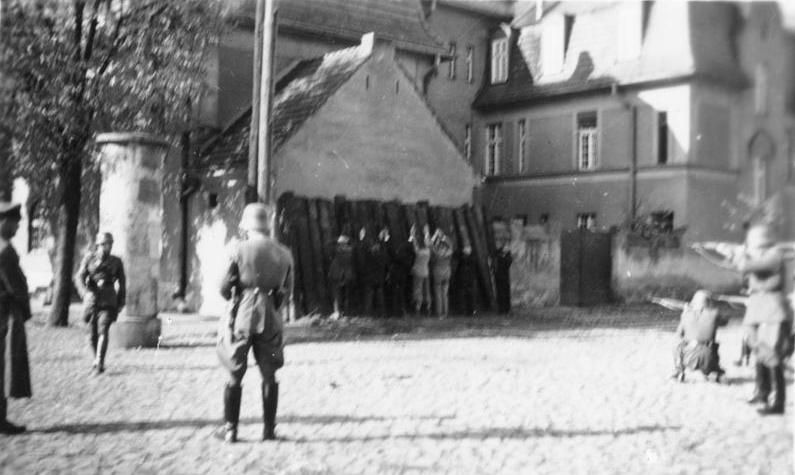
Ejecución de polacos en Kórnik por el SS-Einsatzgruppe, 20 de octubre de 1939. Imagen del Archivo Federal Alemán.

El Libro Especial de Procesamiento-Polonia (en alemán: Sonderfahndungsbuch Polen; en polaco: Specjalna księga Polaków ściganych listem gończym) fue la lista de proscripciones preparada por los alemanes inmediatamente antes del inicio de la guerra, que identificó a más de 61.000 miembros de las élites polacas: activistas, intelligentsia, intelectuales, actores, exoficiales y otras personalidades, que debían ser internados o fusilados al momento de su identificación luego de la invasión.

## Historia
Casi dos años antes de la invasión de la Segunda República Polaca, entre 1937 y 1939, el Sonderfahndungsbuch Polen se estaba preparando en secreto en Alemania. Fue recopilado por la unidad "Zentralstelle IIP Polen" (Unidad Central IIP-Polonia) de la Geheime Staatspolizei o Gestapo ("Policía Secreta del Estado") con la ayuda de algunos miembros de la minoría alemana que vivían en la Polonia de antes de la guerra.

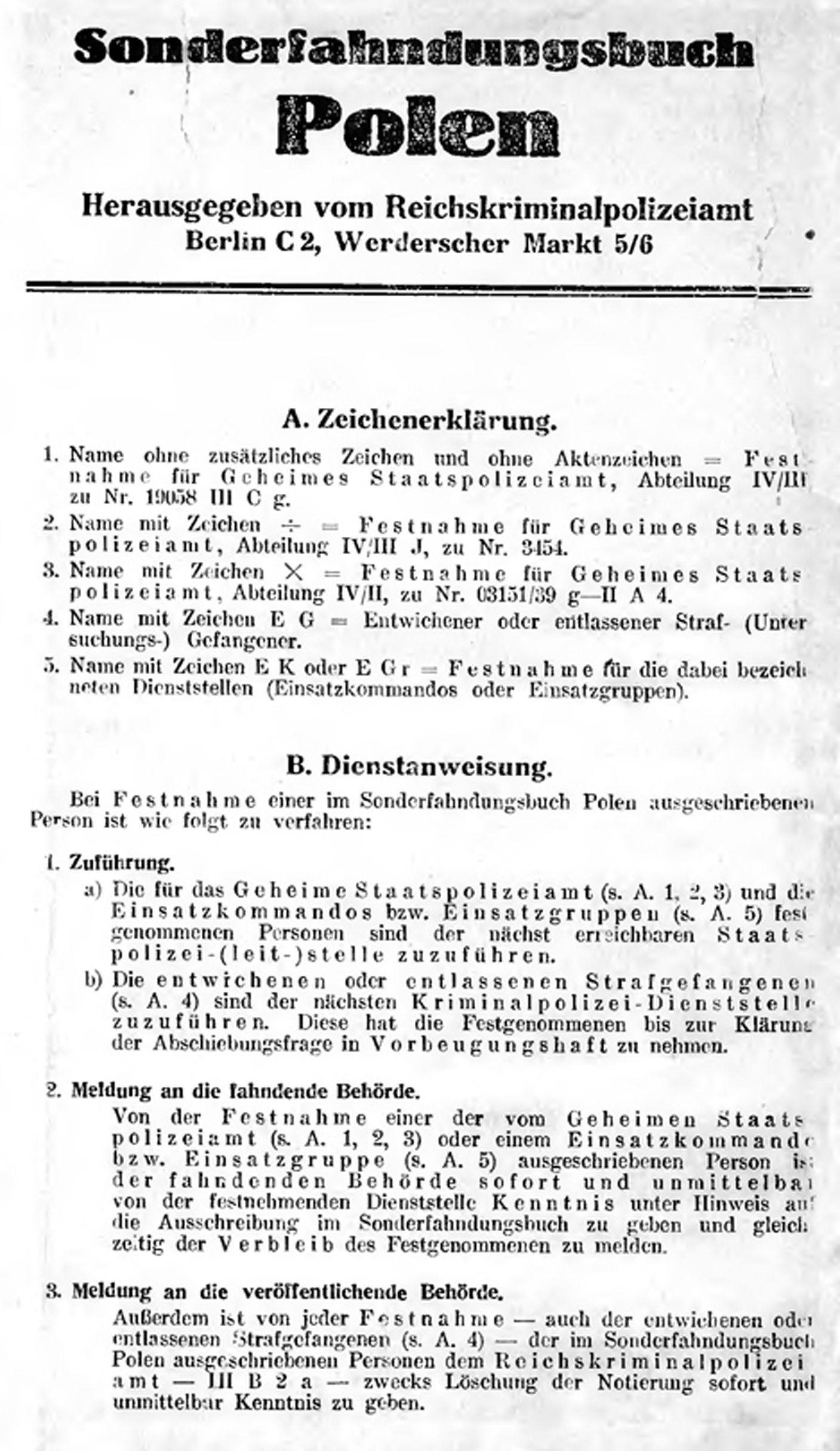

Reinhard Heydrich creó la Unidad Central IIP-Polonia con el fin de coordinar la limpieza étnica de todos los polacos en la "Operación Tannenberg" y la Intelligenzaktion, dos nombres en clave para las acciones de exterminio dirigidas al pueblo polaco durante las etapas iniciales de la Segunda Guerra Mundial.
Formalmente, la Intelligenzaktion fue una segunda fase de la Operación Tannenberg (Unternehmen Tannenberg) conducida por el Sonderreferat de Heydrich. Duró hasta enero de 1940 como una primera fase del Generalplan Ost. Solo en Pomerania, entre 36.000 y 42.000 polacos, incluidos niños, fueron asesinados antes de fines de 1939.
La lista identificó a más de 61.000 miembros de la élite polaca: activistas, intelectuales, académicos, actores, ex-oficiales, nobleza polaca, sacerdotes católicos, profesores universitarios, doctores, abogados e incluso un destacado deportista que había representado a Polonia en los Juegos Olímpicos de Berlín en 1936. Los Einsatzgruppen y la Volksdeutscher Selbstschutz mataron directamente a las personas del Libro Especial de Procesamiento-Polonia o las enviaron a los campos de concentración para que murieran. Los escuadrones de la muerte alemanes, incluidos el Einsatzkommando 16 y el EK-Einmann, cayeron bajo el mando directo del SS-Sturmbannführer Rudolf Tröger, con el mando general de Reinhard Heydrich.
La segunda edición del Sonderfahndungsbuch Polen en alemán y polaco se publicó en 1940 en la Cracovia ocupada después del final de la AB-Aktion (en alemán: Ausserordentliche Befriedungsaktion). Fue la última edición con este nombre y las listas posteriores se publicaron con el nombre de Fahndungsnachweis.